# Paul-Natorp-Gymnasium
Das Paul-Natorp-Gymnasium ist eine gymnasiale Oberschule im Berliner Ortsteil Friedenau des Bezirks Tempelhof-Schöneberg. Der Namenspatron der Schule ist Paul Natorp, ein Sozialphilosoph und Mitbegründer der Marburger Schule des Neukantianismus. Die Schule wurde im April 2007 einhundert Jahre alt und wurde bis ins Jahr 2016 denkmalgerecht restauriert und modernisiert.

## Lage
Die Schule liegt inmitten Friedenaus in der Goßlerstraße, einer ruhigen Seitenstraße, die am Friedrich-Wilhelm-Platz beginnt. Sie ist relativ gut mit öffentlichen Verkehrsmitteln erreichbar.

## Geschichte der Schule
Die Schule wurde am 9. April 1907 als höhere Mädchenschule unter dem Namen Königin-Luise-Mädchen-Schule (benannt nach Luise von Mecklenburg-Strelitz) mit drei Vorschul- und zwei Töchterschulklassen gegründet. 1912 erhielt die Schule die Bezeichnung Lyzeum. Sie löste die von Melida und Henriette Roenneberg (Schwestern des Friedenauer Gemeindevorstehers Georg Roenneberg) betriebene Höhere Töchterschule in der Moselstraße ab. Durch kaiserliche Kabinettsorder vom 7. April 1911 wurde der Schule folgender „Allerhöchster Erlass“ mitgeteilt:

„Seine Majestät der Kaiser und König haben in Gnaden zu genehmigen geruht, daß die in der Entwicklung begriffene öffentliche höhere Mädchenschule in Friedenau den Namen Ihrer Majestät der hochseligen Königin Luise in der Bezeichnung Königin-Luise-Schule führe.“

Ab dem 9. September 1939 wurde der Unterricht der Partnerschule, dem Rheingau-Gymnasium, zeitweilig in das Königin-Luise-Lyzeum verlegt. Grund dafür war die zwischenzeitliche Beschlagnahme der Unterrichtsräume durch die Luftschutz-Rettungsstelle. Zwischen dem 19. Januar und April 1940 wurde der Schulbetrieb größtenteils eingestellt. Für zwei Klassen wurde der Unterricht in das Friedenauer Rathaus verlegt.
Im Zweiten Weltkrieg wurde am 23. August 1943 bei einem nächtlichen alliierten Luftangriff um 2:30 Uhr das Schulgebäude schwer beschädigt. Das Dachgeschoss brannte dabei fast vollständig aus. Auch die glasgedeckte Aula wurde vollkommen zerstört. Daraufhin wurden alle Schülerinnen zwischen dem 31. August und dem 15. September 1943 in die KLV-Lager abtransportiert und die Schule geschlossen. Am 14. März 1945 wurde die Schule wieder geöffnet.
Im Dezember 1945 wurde die Umbenennung der Schule in ihren heutigen Namen beschlossen. Am 28. Mai 1946 fand die „Feier der Umbenennung der Schule in Paul-Natorp-Schule“ statt.
Am 19. Januar 1950 fand das Richtfest für die Neuerrichtung des Dachstuhls statt, nachdem das Vorhaben des Schulamtes endgültig aufgegeben wurde, das gesamte Gebäude abzureißen. Im Schuljahr 1955 wurden erstmals zwei Jungenklassen eröffnet.
Am 29. März 1957 fand die Feier zum 50-jährigen Bestehen der Schule statt.
Im Jahr 2012 wurde die Paul-Natorp-Oberschule in Paul-Natorp-Gymnasium umbenannt.

## Architektur
Das Paul-Natorp-Gymnasium befindet sich zusammen mit der Stechlinsee-Grundschule auf dem gemeinsamen Grundstück Goßlerstraße 13–15 – Rheingaustraße 7 – Schwalbacher Straße 11–13. Sie wurden nicht gleichzeitig errichtet und stammen von verschiedenen Architekten: Johannes Duntz und Hans Altmann. Duntz war nach dem Tod des Gemeindearchitekten Max Nagel 1904 bis zur Berufung von Altmann 1906 der kommissarische Stellvertreter des Gemeindearchitekten.
Der unkonventionelle Schulbau hat er als „Hallenschule“ auf T-förmigem Grundriss mit einer breiten Front zur Goßlerstraße und um eine sich in die Tiefe des Grundstücks erstreckende, zentrale Aula mit den flankierenden Klassenräumen entwickelt. Das kompakte Schulgebäude wird durch einen Portalvorbau und ein Vestibül erschlossen, das sich zur Aula hin öffnet. Die zweigeschossige Aula ist vertieft angelegt, wird durch ein Glasoberlicht belichtet und auf drei Seiten in zwei Geschossen von galerieartigen Fluren umzogen. An der vierten Seite ist die Bühne angeordnet. Die Klassen liegen außen an den Fluren, nach innen kann man in die hallenartige Aula hinabschauen.
Der Straßentrakt und der westliche Klassentrakt sind viergeschossig, der östliche Klassentrakt dagegen ist nur zweigeschossig, sodass der Lichteinfall durch das Glasdach über der Aula gesichert ist. Die Aula selbst ist bei den Instandsetzungsarbeiten um 1985 in ihrer Gestaltung stark vereinfacht worden. Die Straßenfront wird durch zwei hohe Quergiebel beiderseits der Mittelachse mit reicher Gliederung durch Fialen sowie durch einen eingeschossigen Eingangsvorbau mit Altan im ersten Obergeschoss malerisch gegliedert.
Die Fassade ist verputzt, die schmückenden Architekturglieder – Fenstergewände, Vorbau, Fialen und Konsolen – sind aus Naturstein gefertigt. Auch die Seitenfassaden sind aufwendig gestaltet: Ihr Knick bei der Umschließung des Bühnenbaus der Aula wird durch einen Rundturm mit spitzem Kegeldach vermittelt. Das Ende der viergeschossigen Klassentrakte wird durch hohe Querhäuser und -giebel betont. Das ungewöhnliche Schulgebäude zeichnet sich auch durch eine reich gegliederte Dachlandschaft aus.

## Abschlüsse
Mit Abschluss der 10. Klasse wird der mittlere Schulabschluss und mit Abschluss der 12. Klasse die allgemeine Hochschulreife erlangt.
Daneben können die Schüler folgende Abschlüsse erwerben, bzw. sich in Kursen auf externe Abschlüsse vorbereiten:
- Latinum
- Cambridge Certificate of Proficiency in English (externer Abschluss)
- Diplôme d’Etudes en Langue Française (DELF; externer Abschluss)

## Räumliche Ausstattung
Das Paul-Natorp-Gymnasium verfügt über 37 Unterrichtsräume, davon sind:
- 16 Klassenräume
- 20 Fachräume
- 2 Computerräume
- 2 Musikräume
- 2 Kunsträume
- 2 Turnhallen
- 1 Aufenthaltsraum für die Schüler der Sekundarstufe 2
- 1 zentrale Aula

## Kooperation mit anderen Schulen

### Rheingau-Gymnasium
Um das Unterrichtsangebot für die Schüler der Oberstufe zu erweitern, kooperiert das Paul-Natorp-Gymnasium mit dem Rheingau-Gymnasium (RGS). Aus diesem Grund haben Schüler der Oberstufe im Normalfall einen Leistungskurs an der PNS und einen am RGS. Das hat den Nutzen, dass so auch selten gewählte Leistungskurse angeboten werden können und fast jede LK-Kombination möglich ist.

### Partnerschulen im Ausland
- Frankreich (8. Klasse): Paris
- Italien (10. Klasse): wechselnde Orte
- Norwegen: norwegische Oberstufenschüler nehmen am Unterricht des Paul-Natorp-Gymnasiums teil. Es handelt sich dabei um das sogenannte ‚Oslo-Projekt‘, einer Kooperation des Berliner Senats mit dem norwegischen Staat.

## Prominente ehemalige Schüler
- Verena Butalikakis (1955–2018), CDU-Politikerin
- Blixa Bargeld (* 1959), Performance-Künstler und Schauspieler
- Michele Barricelli (* 1966), Historiker und Geschichtsdidaktiker[4]
- Bernd Buchholz (* 1961), Jurist und Politiker[5]
- Sara El Damerdash (* 1988), Journalistin und Fernsehmoderatorin
- Linus Lichtschlag (* 1988), Ruderer und Olympiateilnehmer
- Shalin-Tanita Rogall (* 1990), Schauspielerin
- Jing Xiang (* 1993), Schauspielerin
- Hustensaft Jüngling (* 1997), Rapper